# Poppo III. von Trimberg
Poppo III. von Trimberg († vor dem 3. Mai 1271) war Bischof von Würzburg von 1267 bis 1271.
Poppo III. von Trimberg stammte aus dem hochfreien Geschlecht von Trimberg, Stammsitz war die Trimburg bei Elfershausen, heute gelegen im unterfränkischen Landkreis Bad Kissingen. Dem Geschlecht entspringt auch Hugo von Trimberg. Es ist anzunehmen, dass Süßkind von Trimberg mit dem Geschlecht derer von Trimberg bekannt war.
Auf die vorausgehende Sedisvakanz folgte im Sommer 1267 eine schismatische Wahl. Mehrheitlich wurde Poppo vom Domkapitel gewählt, eine starke Minderheit entschied sich jedoch für den Domherrn Berthold I. von Henneberg. Beide wandten sich an den Metropoliten, den Mainzer Erzbischof Werner von Eppstein, und da sich Poppo benachteiligt fühlte, trug er seine Interessen an die Kurie heran. Papst Clemens IV. begann mit der Untersuchung der Doppelwahl. In einem Kurienprozess, zu dem sich der Gegenbischof nicht einfand, fiel die Entscheidung zugunsten von Poppo als dem legitimen Bischof. Poppo strengte einen weiteren Prozess an, der Berthold die Wahl gänzlich aberkennen sollte, allerdings starb der Papst 1268 und der Prozess verschleppte sich durch die darauffolgende Sedisvakanz. Poppo, der 1271 starb, erlebte ein abschließendes Urteil nicht mehr. Wo sein Grab liegt, ist unbekannt.